# Thièle
La Thièle, ou Thielle, en allemand : Zihl, est une rivière du bassin rhénan, née dans la plaine de l'Orbe de la confluence du Talent et de l'Orbe.

## Hydronymie
La Thièle tire son nom d'une origine commune avec son affluent le Talent, qui est une très ancienne racine hydronymique, probablement préceltique, Thela, TL faisant allusion à l'eau ; Thela et Tela au XIIe siècle, Teyla en 1265, Toyle en 1300, Thièle, Toile en 1867 sur la carte Dufour et flumen que dicitur Cilae en allemand en 1212.

## Géographie

### Cours
La Thièle naît de la confluence entre le Talent et l'Orbe, dans la plaine de l'Orbe, peu après la ville du même nom. Elle coule dans cette plaine en direction du nord-est vers le lac de Neuchâtel, son parcours y est canalisé. Elle entre dans le lac de Neuchâtel à Yverdon-les-Bains, à une altitude de 429 mètres. Ce premier parcours jusqu'au lac s'étend sur une longueur de 8,83 km. Le lac, d'une longueur de 38 km, est axé du sud-ouest vers le nord-est contre le massif du Jura sur sa rive gauche.[réf. nécessaire]

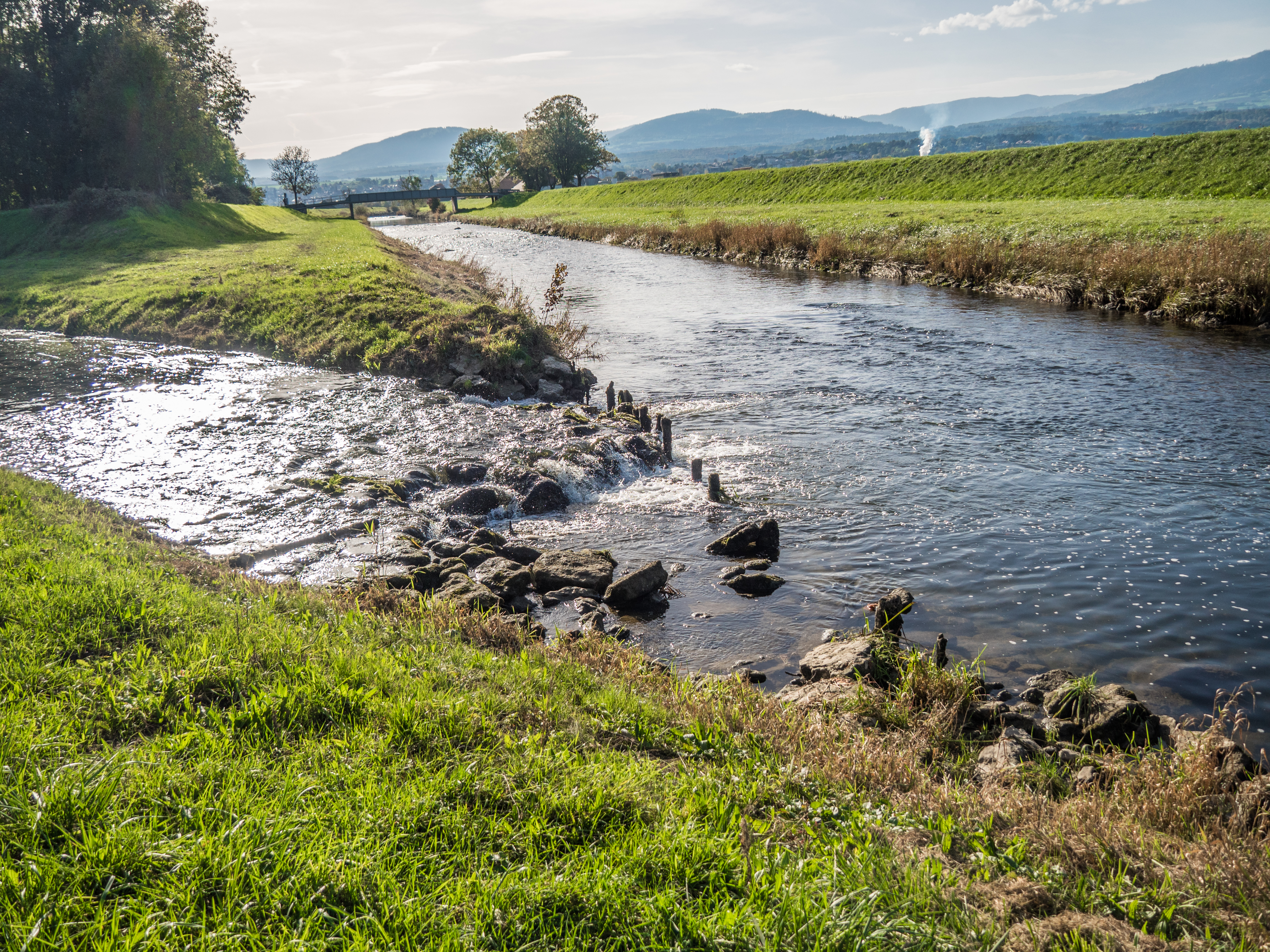
Confluence du Talent et de l'Orbe donnant naissance à la Thièle à Orbe.

Dans le lac de Neuchâtel, la Thièle reçoit notamment sur sa rive droite : le Buron, la Menthue et le canal de la Broye ; sur sa rive gauche : la Brine, l'Arnon, l'Areuse, La Serrière et le Seyon. La Thièle ressort de ce lac par le canal de la Thielle pour rejoindre le lac de Bienne. Ce canal est en fait l'ancien cours de la Thièle endigué et aménagé lors des travaux de correction des eaux du Jura,,. La longueur de la Thièle canalisée entre les deux lacs est de 8,96 km.
Dans le lac de Bienne, elle rejoint l'Aar dont elle est un affluent. L'Aar est l'un des principaux affluents du Rhin. Ainsi, les eaux de la Thièle rejoignent l'océan Atlantique par la mer du Nord.
Un segment de rivière nommé Alte Zihl ou simplement Zihl (français « VieilleThièle » ou « Vieille Thielle »), relie l’extrémité nord du lac de Bienne au canal de Nidau-Büren (Aar), séparant les communes de Nidau, Bienne, Brügg et Port au long de ses 2 km.

### Hydrologie
Dans le canal de la Thielle, après son passage dans le lac de Neuchâtel, son débit annuel moyen est de 54,1 m3/s pour la période 1984-2013.
De par les travaux de correction des eaux du Jura, il peut arriver que le cours de la Thièle entre les lacs de Neuchâtel et Bienne s'inverse. En effet, ces deux lacs ainsi que celui de Morat sont utilisés pour atténuer les effets d'une crue de l'Aar. Ainsi, lors d'un pic de crue de l'Aar le barrage de régulation de Flumenthal est fermé, les trois lacs se remplissent depuis le lac de Bienne. Dans un tel cas, l'eau coule d'aval en amont depuis le lac de Bienne vers le lac de Neuchâtel puis le lac de Morat. 

## Histoire

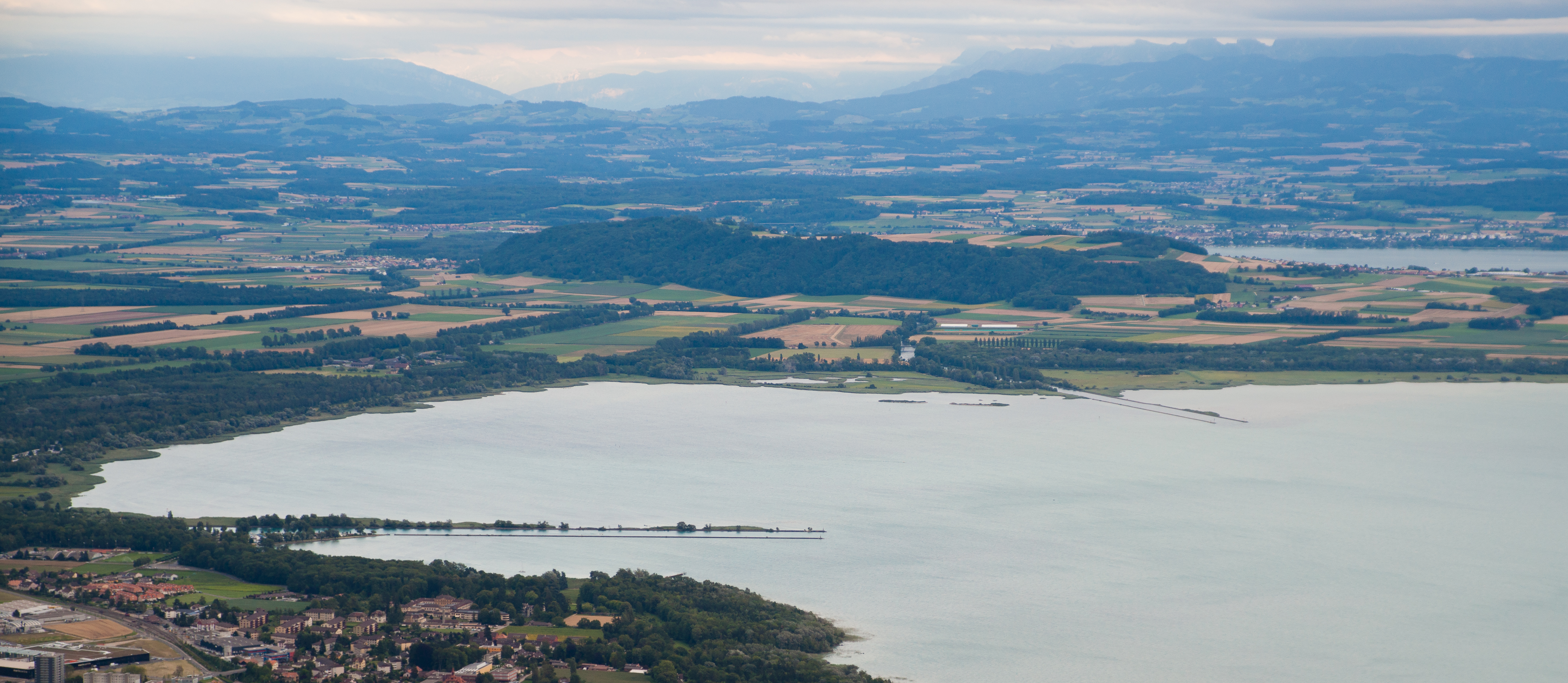
Le lac de Neuchâtel dans lequel coule la Thièle avec en arrière-plan l'arrivée du canal de la Broye et sur la gauche de la photo le canal de la Thielle.

(Des indications concernant la Préhistoire ne manqueront pas d'être rédigées à la suite des découvertes archéologiques effectuées dans la région.) Le cours de la Thièle a longtemps été sujet à des inondations. L'année 1651 marque un record avec le débordement de l'Aar en amont de Soleure, ce qui a pour conséquence la formation d'un « grand lac de Soleure », depuis cette ville jusqu'aux trois lacs réunis (Bienne, Neuchâtel et Morat). La plaine de l'Orbe était inondée, située peu au-dessus du niveau du lac de Neuchâtel. Ainsi, pendant de nombreux siècles, la plaine de l'Orbe n'était qu'une zone marécageuse. 

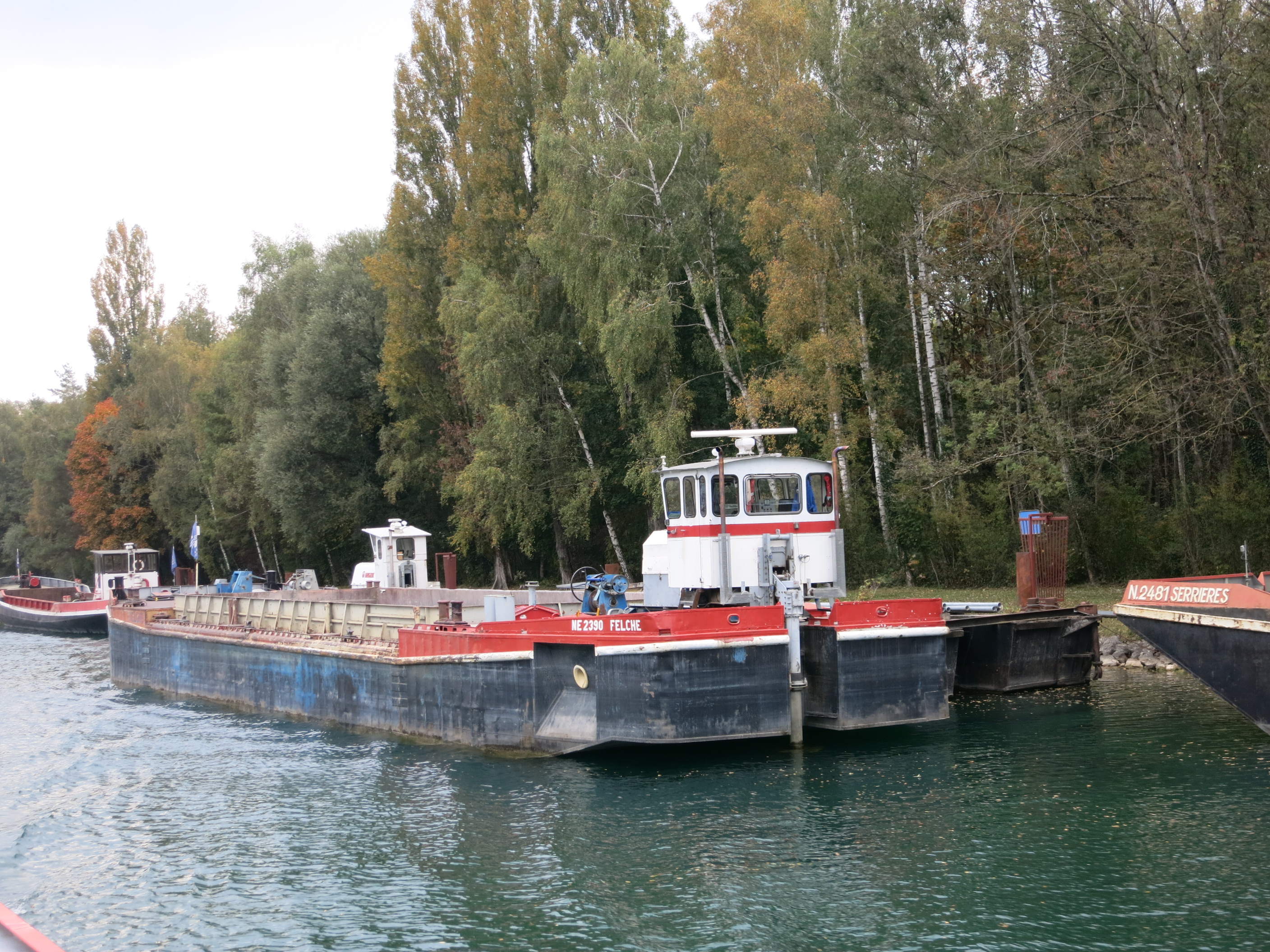
Péniches sur le canal de la Thielle.

Jusqu'au milieu du XIXe siècle, l'Aar et la Thièle ne confluent pas dans le lac de Bienne mais à proximité de Meienried, en aval du lac de Bienne. À cette époque le cours de la Thièle était plus long qu'aujourd'hui. Les travaux de la première correction des eaux du Jura (entre 1868 et 1878) visent à diminuer les inondations dans la région des trois lacs. Ils ont pour conséquences un changement de cours de l'Aar qui vient se jeter dans le lac de Bienne. Le cours de la Thièle entre le lac de Bienne et Meyenried est ainsi élargi et des méandres sont supprimés. Il accueille dès lors les eaux de l'Aar qui reçoit la Thièle dans le lac de Bienne. Lors de ces travaux de correction, le cours de la Thièle entre les lacs de Neuchâtel et Bienne est aussi aménagé (suppression de méandres, élargissement) ; il devient le canal de la Thielle. Lors des travaux de la seconde correction des eaux du Jura, le canal de la Thièle est élargi et approfondi.

### Renaturation dans la plaine de l'Orbe

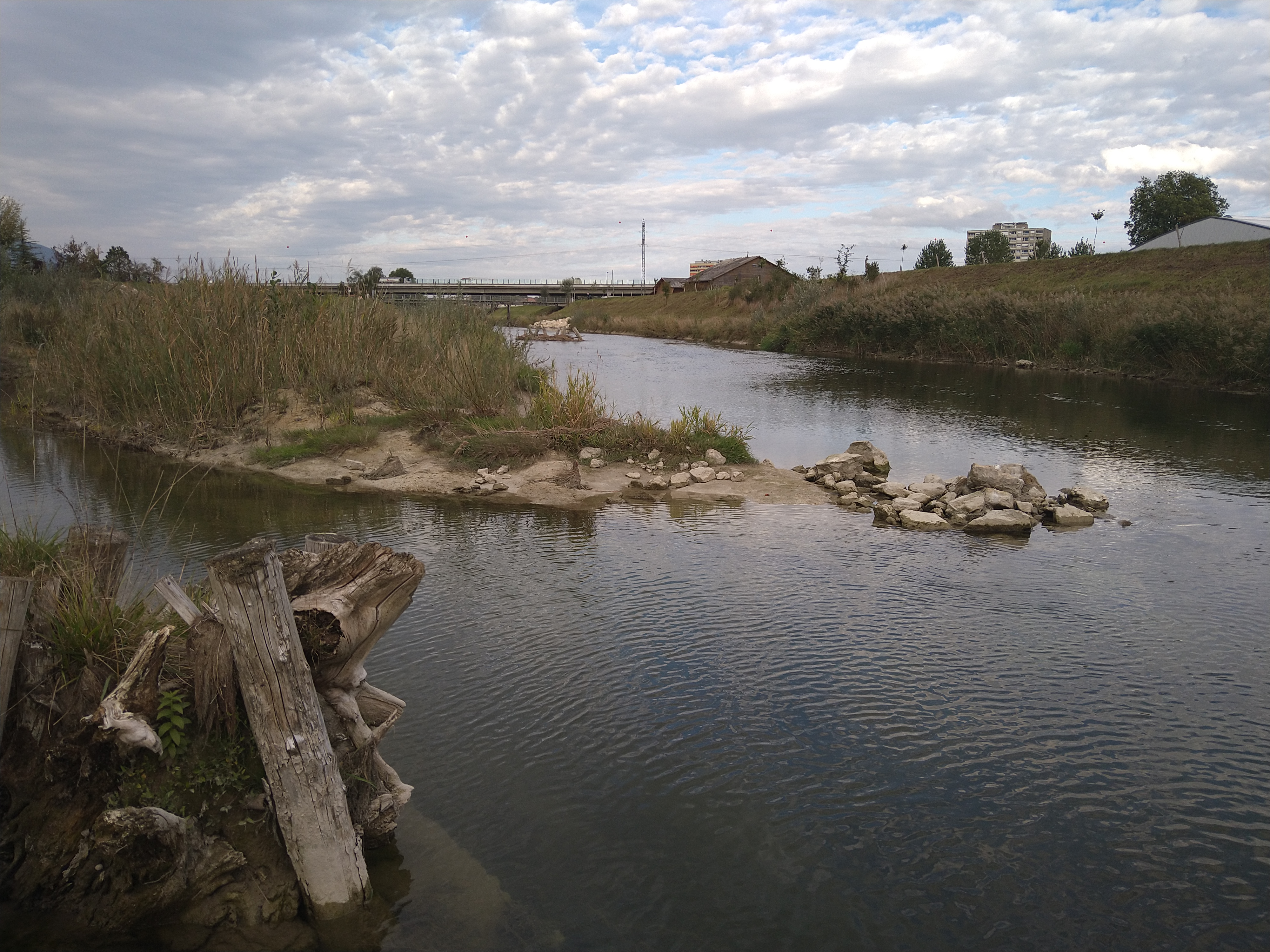
Lit de la Thièle renaturé à Yverdon-les-Bains en 2023.

De 2017 à 2023, sur un tronçon d'environ 1,8 kilomètre, depuis l'arrivée de la Thièle sur la commune d'Yverdon jusqu'au pont rouge, des travaux de renaturations sont entrepris sur le lit de la rivière. Ceux-ci permettent une meilleure protection contre les crues afin de mieux protéger les zones agricoles et construites au bord de la Thièle. Il y a aussi la possibilité d'avoir des parties inondables pour créer des zones limicoles afin d'encrer la migration aviaire au nord de la plaine de l'Orbe. Des frayères et des caches à poissons sont construites pour favoriser la vie piscicole. Ce projet aura coûté environ 18,6 millions de francs répartis entre la commune d'Yverdon-les-Bains, l'État de Vaud et la Confédération suisse,,,,.

### Sources et bibliographie
: document utilisé comme source pour la rédaction de cet article.
- Cet article est partiellement ou en totalité issu de l'article intitulé « Orbe (rivière) » (voir la liste des auteurs).
- Daniel L. Vischer, Histoire de la protection contre les crues en Suisse, Rapports de l'Office fédéral des eaux et de la géologie, 2003.
- [Kuenzi 2010] Gilbert Künzi et Charles Kraege (ill. Ric Berger), Rivières romandes : A la source de leur nom, Bière, Cabédita, coll. « Archives vivantes », 1999 (réimpr. 2010), 134 p. (ISBN 978-2-88295-247-9, présentation en ligne)
- [Yverdon 1203] Carte nationale : Yverdon, Wabern, Swisstopo, coll. « 1:25 000 » (no 1203), 2013 (ISBN 978-3-302-01203-2, lire en ligne)
- [Grandson 1183] Carte nationale : Grandson, Wabern, Swisstopo, coll. « 1:25 000 » (no 1183), 2013 (ISBN 978-3-302-01183-7, lire en ligne)
- [Bieler See 1145] (de) Carte nationale : Bieler See, Wabern, Swisstopo, coll. « 1:25 000 » (no 1145), 2013 (ISBN 978-3-302-01145-5, lire en ligne)